# Прощай, Китай
«Прощай, Китай» (иер. трад. 愛在別鄉的季節, кант.-рус.: Ай цзай би сян дэ цзи цзе, англ. Farewell China) — гонконгская драма 1990 года, режиссёр Клара Ло. Главные роли исполнили Мэгги Чун и Тони Люн Ка-фай.
Картина получила 9 номинаций на 10-й Гонконгской кинопремии. Тони Люн Ка-фай завоевал награду кинопремии Золотая лошадь в категории «Лучшая мужская роль», Кам Ма — «Лучший монтаж», Хэйли Ман — «Спецприз жюри».

## Сюжет
В 1988 году Ли Хонг (Мэгги Чун) переезжает из Паньюй в Нью-Йорк по студенческой визе, оставив своего маленького сына на попечение мужа Чжао Наньшэна (Тони Люн Ка-фай) и его пожилых родителей. Ли тяжело в США. Она жалуется на тоску по дому, но Чжао убеждает её не сдаваться. Несколько месяцев спустя Ли сообщает Чжао, что скоро получит право на постоянное проживание в Соединенных Штатах. Она также просит о разводе и прекращает с ним дальнейшее общение. Чжао решает отправиться в Нью-Йорк через Мексику.

## В ролях
- Мэгги Чун — Ли Хонг
- Тони Люн Ка-фай — Чжао Наньшэн
- Хэйли Ман — Джейн
- Ляо Цзюнь
- Питер Ип

## Награды и номинации
| Награды                           | Награды                           | Награды              | Награды   |
| Кинопремия                        | Категория                         | Лауреат / претендент | Результат |
| --------------------------------- | --------------------------------- | -------------------- | --------- |
| 10-я Гонконгская кинопремия       | Лучший фильм                      | Прощай, Китай        | Номинация |
| 10-я Гонконгская кинопремия       | Лучшая режиссёрская работа        | Клара Ло             | Номинация |
| 10-я Гонконгская кинопремия       | Лучший сценарий                   | Клара Ло             | Номинация |
| 10-я Гонконгская кинопремия       | Лучшая женская роль               | Мэгги Чун            | Номинация |
| 10-я Гонконгская кинопремия       | Лучшая мужская роль               | Тони Люн Ка-фай      | Номинация |
| 10-я Гонконгская кинопремия       | Лучшая женская роль второго плана | Хэйли Ман            | Номинация |
| 10-я Гонконгская кинопремия       | Лучший новый актёр                | Хэйли Ман            | Номинация |
| 10-я Гонконгская кинопремия       | Лучшая операторская работа        | Джингл Ма            | Номинация |
| 10-я Гонконгская кинопремия       | Лучшая музыка                     | Джим Сам             | Номинация |
| 27-й кинофестиваль Золотая лошадь | Лучший фильм                      | Прощай, Китай        | Номинация |
| 27-й кинофестиваль Золотая лошадь | Лучшая режиссёрская работа        | Клара Ло             | Номинация |
| 27-й кинофестиваль Золотая лошадь | Лучший сценарий                   | Клара Ло             | Номинация |
| 27-й кинофестиваль Золотая лошадь | Лучшая мужская роль               | Тони Люн Ка-фай      | Победа    |
| 27-й кинофестиваль Золотая лошадь | Лучшая операторская работа        | Джингл Ма            | Номинация |
| 27-й кинофестиваль Золотая лошадь | Лучшая работа художника           | Реббека Ли           | Номинация |
| 27-й кинофестиваль Золотая лошадь | Лучший монтаж                     | Кам Ма               | Победа    |
| 27-й кинофестиваль Золотая лошадь | Спецприз жюри                     | Хэйли Ман            | Победа    |